# Joan Murrell Owens
Joan Murrell Owens (30 de junio de 1933 – 25 de mayo 2011) fue profesora  y bióloga marina afroamericana que se especializó en corales. Obtuvo grados en geología, bellas artes y asesoramiento y orientación. Describió un nuevo género, Rhombopsammia y tres nuevas especies de corales botón R. niphada, R. squiresi y Letepsammia franki.

## Primeros años y familia
Joan Murrell nació el 30 de junio de 1933 en Miami, Florida. Sus padres fueron William y Leola Murrell. Era la menor de las tres hijas. Su padre era dentista. Motivada por sus padres, desde muy joven, Joan se interesó por la vida marina y deseaba dedicarse profesionalmente a la biología marina. Su padre era un ávido pescador que llevó a su esposa e hijas a viajes de pesca de fin de semana, durante los cuales Owens se interesó por la vida marina. Uno de sus libros favoritos fue The Silent World, de Jacques Cousteau.  Mueller se graduó de la escuela secundaria Booker T. Washington de Miami en 1950 y recibió dos becas, una de Pepsi-Cola Company y una Sarah Maloney (beca de arte) en la Universidad Fisk. Joan ingresó en la Universidad Fisk en 1950. Las becas subvencionaron parte de su educación, y su padre pagó la mayor parte de su matrícula. Sin embargo, la universidad no ofrecía estudios en ciencias marinas, por lo que se especializó en bellas artes y recibió su título en 1954; sus asignaturas secundarias fueron matemáticas y psicología. Para sus estudios de postgrado, Murrell ingresó a la Universidad de Míchigan con la intención de estudiar arte comercial, pero ella cambió su enfoque. Obtuvo un magíster en Ciencias en asesoramiento y orientación con énfasis en terapia de lectura en 1956.

## Enseñanza e investigación
Joan Murrell enseñó durante dos años en el Hospital Psiquiátrico Infantil de la Universidad de Míchigan y se unió como docente a la Universidad Howard en Washington, D.C. en 1957, donde se especializó en enseñanza de inglés de recuperación. En la década del 60, se mudó a Newton, Massachusetts Aquí, trabajó en el  Instituto de Servicios de la Educación donde diseñó programas para enseñar inglés a estudiantes con desventajas educativas. Este trabajo sirvió como modelo para el programa Upward Bound del Departamento de Educación de los Estados Unidos.
Volvió a Washington con un renovado interés en biología marina. Su amigo y colega Philip Morrison la incentivó  y entró a la Universidad George Washington en 1970. Como esa institución no tenía un programa de pregrado en ciencias marinas, construyó uno equivalente con una especialización en geología y una asignatura secundaria en zoología. Obtuvo su licenciatura en geología en 1973 y su magíster en 1976. Debido a que Owens tenía rasgos de anemia de células falciformes, su investigación se vio limitada por su incapacidad de bucear para buscar especímenes. Por lo tanto, realizó un proyecto de laboratorio en la Smithsonian Institution, trabajando con muestras de coral recolectadas por una expedición británica en 1880. Su investigación doctoral se refería a ciertas especies de corales de botón de aguas profundas, un grupo de corales pedregosos que se distinguen por no formar colonias. Su tesis se tituló "Cambios microestructurales en las familias Scleractinia, Micrabaciidae y Fungiidae y sus implicaciones taxonómicas y ecológicas". Recibió su doctorado de la Universidad George Washington en 1984.
Ahora publicando como Joan Murrell Owens, continuó su trabajo de laboratorio en el Smithsonian, clasificando y estudiando corales de botón, mientras avanzaba al rango de profesora asociada en el departamento de geología y geografía de la Universidad de Howard en 1986. Describió el nuevo género Rhombopsammia y sus dos especies en 1986, y agregó una nueva especie al género Letepsammia en 1994, llamándolo L. franki por su esposo, Frank A. Owens. Ambos géneros pertenecen a la familia Micrabaciidae.
Joan Owens se trasladó al departamento de biología de Howard en 1992, cuando el departamento de geología y geografía fue eliminado, y se retiró del trabajo a tiempo completo en 1995.

## Últimos años y muerte
Joan Owens murió el 25 de mayo de 2011. Le sobrevivieron su hermana Willettee M. Carlton, dos hijas Adrienne Lewis y Angela Owens, y una nieta, Chara Johnson.